# 寮 (律令制)
寮（りょう/つかさ）は、律令制における役所の種類である。また、そこで働く官司たちを意味することもある。

## 中国
古代中国に由来し、周朝の卿事寮（けいじりょう）と太史寮（たいしりょう）が記録に残る。
卿事寮は一般立法行政を担う機関であった。また、太史寮は宮廷内の祭祀をつかさどった機関とみられている。

## 日本

### 機能
寮は職や司と共に主に、省（中務省・式部省・治部省・民部省・宮内省）のもとで事務を行った。
重要な部署が多く､廃止されたのはわずかに一つ（散位寮）しかない。
左・右馬寮や左・右兵庫のように独立した寮もある。左・右兵庫は普通、寮を語尾につけない。

### 大寮と小寮
職員数や官位によってさらに2等級に分類できる。

### 四等官
基本職員である四等官はそれぞれ
1. 頭（長官）
2. 助（次官）
3. 允（判官）
4. 属（主典）

とあらわす。

#### 大寮の官位
1. 頭（従五位上）
2. 助（正六位下）
3. 大允（正七位下）
4. 少允（従七位上）
5. 大属（従八位上）
6. 少属（従八位下）

#### 小寮の官位
1. 頭（従五位下）
2. 助（従六位上）
3. 允（従七位上）
4. 大属（従八位下）
5. 少属（大初位上）

### 寮の一覧

#### 大寮
- 大舎人寮（中務省）
- 図書寮
- 内匠寮
- 大学寮（式部省）
- 雅楽寮（治部省）
- 玄蕃寮
- 諸陵寮
- 主計寮（民部省）
- 主税寮
- 木工寮（宮内省）
- 左・右馬寮（独立）
- 左・右兵庫（独立）
- 兵庫寮（独立）
- 斎宮寮（独立）

#### 少寮→大寮
- 縫殿寮
- 内蔵寮

#### 小寮
- 陰陽寮（中務省）
- 散位寮（式部省）
- 大炊寮（宮内省）
- 主殿寮
- 典薬寮
- 掃部寮